# Banda Khel
Banda Khel ist eine Ortschaft im Distrikt Tanai der afghanischen Provinz Chost. 
Sie liegt etwa 30 km südwestlich der Provinzhauptstadt am Rande der Chostschen Tiefebene. Das Dorf wird von Paschtunen des Tani-Stammes besiedelt, die zur Untergruppe der Khabi Khel gehören. Die örtliche Wirtschaft beruht vor allem auf dem Verkauf von Holz in Chost und Duamanda und dem Anbau von Kiefernkernen. Banda Khel verfügt über eine Schule für 800 Kinder, die neben dem Unterricht auch als Versammlungszentrum für die umliegenden Ortschaften dient.
Im Dorf wurde am 4. April 2014 die deutsche Fotojournalistin Anja Niedringhaus von einem Polizisten der Afghan National Police getötet.